# Morpho zephyritis
Morpho zephyritis é uma borboleta neotropical da família Nymphalidae, subfamília Satyrinae e tribo Morphini, descrita em 1873 e nativa do Peru e da Bolívia. Visto por cima, o padrão básico da espécie (macho) apresenta asas de coloração azul iridescente com as pontas das asas anteriores de coloração enegrecida e apresentando uma mancha branca próxima ao topo de cada asa anterior e outra de igual coloração no topo do contorno localizado na frente da mesma asa, também com uma sequência de pontuações brancas próximas à margem da asa. Vista por baixo, apresenta asas de coloração castanho clara, com padrão de bandas mais claras e cinco ocelos desenvolvidos em cada par (anterior e posterior - dois na asa anterior e três na asa posterior) de asas. O dimorfismo sexual é acentuado, com as fêmeas menos frequentes, de coloração azul clara e apresentando manchas enegrecidas no topo das asas. Nota-se também uma sequência de tons de amarelo no final das asas posteriores.

## Hábitos
Adrian Hoskins cita que a maioria das espécies de Morpho passa as manhãs patrulhando trilhas ao longo dos cursos de córregos e rios. Nas tardes quentes e ensolaradas, às vezes, podem ser encontradas absorvendo a umidade da areia, visitando seiva a correr de troncos ou alimentando-se de frutos em fermentação.